# Алайта
Алайта — вулкан в Эфиопии в области Афар.
Вулкан Алайта — щитовой вулкан. Наивысшая точка — 1501 метр. Площадь 2700 км². Расположен к юго-западу от озера Афрера. Сложен преимущественно базальтами и трахитами. Вулкан состоит из 2 частей: западная часть образована из удлинённого щитового вулкана, восточная занята лавовым полем. Местность вблизи вулкана покрыта относительно свежими потоками лавы, которые вытекали из восточных разломов вулкана.
Извержения 1907 и 1915 годов изначально ошибочно приписывались вулкану Афдера. Но после проведения морфологического анализа почв вулкана Афдера, было выяснено, что вулкан извергался значительно раньше, а извергался в указанный период близлежащий вулкан Алайта. В настоящий момент в южной части вулкана наблюдается фумарольная активность.